# RR-206
A RR-206 é uma rodovia brasileira do estado de Roraima. Essa estrada nasce no entroncamento com o Km 28 da BR-401 e se prolonga por 61 quilômetros, tendo sido concluída em 2014 a pavimentação dos primeiros 46,32km, até a Vila São Francisco, município de Bonfim.
Há perspectiva de asfaltamento futuro até a Vila Vilhena. 